# Moustapha Sakanoko
Moustapha Sakanoko (* 21. Oktober 1990 in Cocody, Abidjan) ist ein ivorischer Fußballspieler.

## Karriere

### Verein
Sakanoko startete seine Karriere in der L'Académie Jean-Marc Guillou in Abidjan-Treichville. Anschließend startete er 2010 seine Seniorenkarriere mit Bonoua Sport, einem Verein aus Sud-Comoé in der viertklassigen Division Régionale, bevor er im März 2011 zum Cosmos Football Club de Koumassi in der Ligue 2 wechselte. Er lief in zwei Jahren in 27 Spielen für Cosmos FC auf, bevor er im November 2013 beim Rekordmeister ASEC Mimosas unterschrieb.

### Nationalmannschaft
Sakanoko gehört seit 2012 zum Kader für die ivorische Beach-Soccer-Fußballnationalmannschaft und spielte für die Elfenbeinküste die FIFA-Beachsoccer-Weltmeisterschaft 2013 auf Tahiti. Daneben gehörte er eine Zeit lang zu der Fußball-Militärsportauswahl, für die er an der Fußball-Afrika-Militärmeisterschaft im Juli 2013 in Kamerun teilnahm.

## Persönliches
Sakanoko besuchte von 2001 bis 2008 das Lycée Moderne de Yopougon Andokoi in Yopougon und machte hier im Frühjahr 2008 seinen Abschluss.